# Нинштедт
Нинштедт (нем. Nienstädt) — община в Германии, в земле Нижняя Саксония.
Входит в состав района Шаумбург. Подчиняется управлению Нинштедт. Население составляет 4702 человека (на 31 декабря 2010 года). Занимает площадь 8,31 км².
| Год  | Население |
| ---- | --------- |
| 1990 | 4481      |
| 1995 | 4662      |
| 2000 | 4918      |
| 2005 | 4904      |
| 2010 | 4728      |